# Sri Lankabhimanja
Sri Lankabhimanja (syng. ශ්රී ලංකාභිමාන්, tamil. சிறீ லங்காபிமான்ய, pol. Duma Sri Lanki) – najwyższe cywilne odznaczenie państwowe Sri Lanki przyznawane przez prezydenta w imieniu lankijskiego rządu. Przyznaje się je obywatelom, którzy „pełnili wyjątkową i wyróżniającą się służbę dla narodu”. Zgodnie z tradycją, używany jest jako tytuł lub przedrostek imienia osoby, która otrzymuje nagrodę. Aktualnie stosuje się limit pięciu obywateli, którzy w danym czasie mogą sprawować ten tytuł, Sri Lankabhimanja przyznaje się także pośmiertnie. Jedynym żyjącym odbiorcą nagrody jest A.T. Ariyaratne, który od 1986 roku został uhonorowany ośmiokrotnie.

## Laureaci
| Rok  | Laureat                             | Dziedzina      |
| ---- | ----------------------------------- | -------------- |
| 1986 | Ranasinghe Premadasa (1924–1993)    | Polityka       |
| 1993 | Dingiri Banda Wijetunga (1916–2008) | Polityka       |
| 2005 | Arthur C. Clarke (1917–2008)        | Nauka          |
| 2005 | Lakshman Kadirgamar (1932–2005)     | Polityka       |
| 2007 | A.T. Ariyaratne (1931–)             | Służba cywilna |
| 2007 | Lester James Peries (1919–2018)     | Kinematografia |
| 2007 | Christopher Weeramantry (1926–2017) | Prawo          |
| 2017 | W.D. Amaradeva (1927–2016)          | Muzyka         |